# Ger van Elk

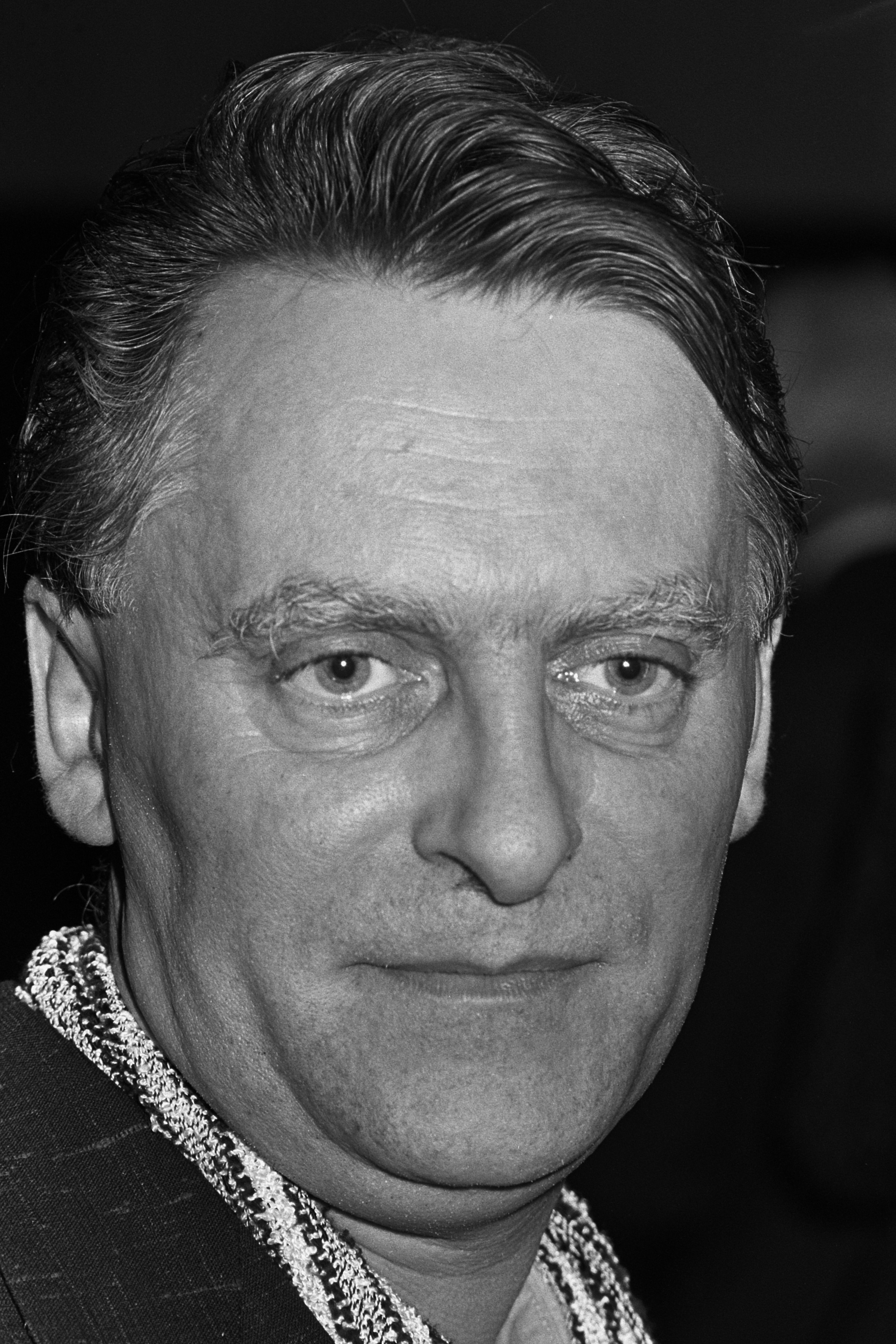
Ger van Elk (1983)

 Ger van Elk  (* 9. März 1941 in Amsterdam; † 17. August 2014 ebenda) war ein niederländischer Konzeptkünstler, Maler, Fotograf und Bildhauer. Er gehörte zusammen mit Jan Dibbets und Marinus Boezem zu den Vertretern der Arte Povera in den Niederlanden.

## Leben und Werk
Ger van Elk studierte von 1959 bis 1961 am Instituut voor Kunstnijverheidsonderwijs in Amsterdam, von 1961 bis 1963 Kunstgeschichte am Immaculate Heart College in Los Angeles und von 1965 bis 1966 an der Rijksuniversiteit Groningen.
In den Jahren 1961 und 1962 war er Mitbegründer der Künstlergruppe Adynamische Groep („Adynamische Gruppe“), zusammen mit Wim T. Schippers und Bob Wesdorp. Im Jahr 1967 war er Mitbegründer des Internationaal Instituut voor de Herscholing van Kunstenaars (Schule zu Weiterbildung zukünftiger Künstler) mit Jan Dibbets und Reinier Lucassen. Von 1972 bis 1981 unterrichtete er an den Ateliers ’63 in Haarlem. Von 1994 bis 1995 war er Gastdozent an der École des Beaux-Arts in Paris.
Seine erste Einzelausstellung zusammen mit Wim T. Schippers „Adynamische werken“ hatte er 1962 im Museum Fodor in Amsterdam. Ger van Elk war Teilnehmer der Documenta 5 in Kassel im Jahr 1972 in der Abteilung Individuelle Mythologien: Film und auch auf der Documenta 6 (1977) in der Abteilung Fotografie und der Documenta 7 im Jahr 1982 als Künstler vertreten.
Er wurde 1982 mit dem David-Roëll-Preis, 1996 mit dem J.C.-va-Lanschot-Preis für die Bildhauerkunst und 2004 mit dem Œuvre-Preis für die bildende Kunst ausgezeichnet.
Ger van Elk stellte als konzeptuell arbeitender Künstler die Malerei auf den Kopf und brach mit den bildnerischen Traditionen. Sein gesamtes Werk zeichnete sich dadurch aus, dass er konsequent für Kontemplation, Konzentration, Ruhe und Intimität plädierte.
In den 1970er Jahren schuf er Serien von Fotografien, wie The symmetry of diplomacy (1972 bis 1973, wo er alle abgebildeten Personen: Diplomaten – selbst darstellte) oder The missing persons (1975/1976). Die Foto-Serien wurden von ihm auch malerisch nachbearbeitet.